# Прайнинг, Томас
Томас Прайнинг (род. 21 июля 1998, Линц, Австрия) — австрийский автогонщик. В сезоне 2024 года выступает в чемпионате DTM, где стал чемпионом в сезоне 2023 года. Также выиграл Немецкий кубок Порше в сезоне 2018 года.

## Карьера

### Формула-4
Первый сезон Прайнинга в формульных гонках состоялся в сезоне 2015 года за немецкую команду ADAC Berlin-Brandenburg, где Томас участвовал в первых двух этапах чемпионата ADAC Формулы-4, где поднялся на подиум в своей третьей гонке в Ошерслебене. Прайнинг завершил сезон с 16 очками. Прайнинг участвовал в первом этапе Итальянской Формулы-4 в сезоне 2015 года за немецкую команду Mücke Motorsport. Его лучшим результатом в Итальянской Формуле-4 было 10-е место.
В сезоне 2016 года вернулся в ADAC Формулу-4 на весь сезон, но на этот раз выступал за австрийскую команду Lechner Racing. Прайнинг завершил сезон с двумя победами и еще четырьмя подиумами, что помогло ему занять 4-е место в чемпионате с 180,5 очками. Победитель чемпионата Джои Моусон опередил Прайнинга на 193,5 очка. Как и в ADAC Формуле-4, Прейнинг вернулся к участию в Итальянской Формуле-4 в сезоне 2016 года. Он участвовал в одном этапе, и его лучшим результатом было 12-е место.

### Немецкий кубок Порше
В сезоне 2017 года Прайнинг перешел с одноместного автомобиля на спортивный, где он участвовал в гонках Немецкого кубка Порше в Германии за команду Konrad Motorsport. Прайнинг выиграл две гонки, и он финишировал на 5 очков позади Кристиана Энгельхарта, заняв 7-е место в личном зачёте. Прайнинг перешёл в свою бывшую команду Lechner Racing на сезон 2018 года, где доминировал в сезоне, выиграв 10 из 14 гонок и лишь дважды не сумев финишировать на подиуме. Он выиграл чемпионат с преимуществом в 37 очков над Михаэлем Аммермюллером.

### DTM
В декабре 2021 года было подтверждено, что Прайнинг будет выступать в серии DTM в сезоне 2022 года, управляя единственным автомобилем Porsche 911 GT3 R, представленным командой KÜS Team Bernhard. В первой гонке четвёртого этапа на Норисринге Прайнинг одержал свою первую победу в DTM, которая также стала первой победой автомобиля производителя Porsche в серии. Вторая победа Прайнинга в DTM пришлась на вторую гонку седьмого этапа на Ред Булл Ринге, где он стартовал с седьмой позиции и совершил несколько обгонов на мокрой трассе, прежде чем смог сохранить лидерство, когда трасса начала высыхать. В преддверии восьмого и последнего этапа на Хоккенхаймринге Прайнинг был одним из пяти гонщиков, имевших шанс выиграть чемпионский титул. Однако он находился в одной из машин, попавших в крупную аварию во время первой гонки. Хотя ему удалось выбраться из сильно поврежденной машины, врачи в конечном итоге признали его непригодным для участия во второй гонке. В результате Прайнинг занял 5-е место в личном зачёте с 116 очками.
В сезоне 2023 года Прайнинг выступал в серии второй сезон подряд, перейдя в команду производителя Porsche Manthey EMA. Кроме того, Прайнинг участвовал в чемпионате GT World Challenge Europe Endurance Cup в сезоне 2023 года за команду Rutronik Racing, разделив участие в классе Pro с Лорином Генрихом и напарником по команде DTM Деннисом Олсеном.